# کلامو
کلامو یکی از روستاهای شهرستان شاهرود در استان سمنان ایران است.

## جغرافیای روستا
این روستا در دهستان خرقان در بخش بسطام جای دارد. جمعیت روستای کلامو بر پایه نتایج سرشماری سال ۱۳۸۵ برابر با ۷۳۷ نفر (۱۹۷ خانوار) بوده است.